# Johannes Chum
Johannes Chum (* 1968 Vorau, Rakousko) je rakouský operní pěvec. Je držitelem Ceny Thálie v oboru opera za rok 2006.

## Život
Johannes Chum se narodil ve štýrském městečku Vorau. Už jako malý působil jako sólista ve Vídeňském chlapeckém sboru a poté studoval na Vysoké škole hudebních a dramatických umění ve Štýrském Hradci, kde studoval teologii a hudební pedagogiku. Následně pokračoval na Univerzitě hudebních a dramatických umění ve Vídni ve studiích písních a oratoriích u Kurta Equiluza a dále soukromě studoval u basového operního pěvce Arthura Korna. V roce 1994 debutoval jako sólista v Sankt Pöltenu v roli Lysander v opeře Sen noci svatojánské. První angažmá získal v Stadttheater Klagenfurt a v roce 1995 debutoval ve vídeňském Musikvereinu v inscenaci Sedm smrtelných hříchů maloměšťáků. Následně hostoval mimo jiné na operních scénách v Salcburku, Bruselu, Paříži a New Yorku, Berlíně, Amsterdamu a Frankfurtu.  Vystupoval i v Praze, například v inscenacích Oedipus rex, La clemenza di Tito a v Myslivečkově opeře Olimpiade ve Stavovském divadle, kdy poprvé v historii zazněla v Praze, si zahrál Clistene 
Za rok 2006 obdržel cenu Thálie v oboru opera za ztvárnění role Tita v opeře La clemenza di Tito v Národním divadle v Praze. Za tutéž roli byl nominován i na Cenu Alfréda Radoka.